# E2F3
E2F3 (англ. E2F transcription factor 3) – білок, який кодується однойменним геном, розташованим у людей на короткому плечі 6-ї хромосоми. Довжина поліпептидного ланцюга білка становить 465 амінокислот, а молекулярна маса — 49 162.
| 10         |  | 20         |  | 30         |  | 40         |  | 50         |
| ---------- |  | ---------- |  | ---------- |  | ---------- |  | ---------- |
| MRKGIQPALE |  | QYLVTAGGGE |  | GAAVVAAAAA |  | ASMDKRALLA |  | SPGFAAAAAA |
| AAAPGAYIQI |  | LTTNTSTTSC |  | SSSLQSGAVA |  | AGPLLPSAPG |  | AEQTAGSLLY |
| TTPHGPSSRA |  | GLLQQPPALG |  | RGGSGGGGGP |  | PAKRRLELGE |  | SGHQYLSDGL |
| KTPKGKGRAA |  | LRSPDSPKTP |  | KSPSEKTRYD |  | TSLGLLTKKF |  | IQLLSQSPDG |
| VLDLNKAAEV |  | LKVQKRRIYD |  | ITNVLEGIHL |  | IKKKSKNNVQ |  | WMGCSLSEDG |
| GMLAQCQGLS |  | KEVTELSQEE |  | KKLDELIQSC |  | TLDLKLLTED |  | SENQRLAYVT |
| YQDIRKISGL |  | KDQTVIVVKA |  | PPETRLEVPD |  | SIESLQIHLA |  | STQGPIEVYL |
| CPEETETHSP |  | MKTNNQDHNG |  | NIPKPASKDL |  | ASTNSGHSDC |  | SVSMGNLSPL |
| ASPANLLQQT |  | EDQIPSNLEG |  | PFVNLLPPLL |  | QEDYLLSLGE |  | EEGISDLFDA |
| YDLEKLPLVE |  | DFMCS      |  |            |  |            |  |            |

A: Аланін

C: Цистеїн

D: Аспарагінова кислота

E: Глутамінова кислота

F: Фенілаланін

G: Гліцин

H: Гістидин

I: Ізолейцин

K: Лізин

L: Лейцин

M: Метіонін

N: Аспарагін

P: Пролін

Q: Глутамін

R: Аргінін

S: Серин

T: Треонін

V: Валін

W: Триптофан

Кодований геном білок за функцією належить до активаторів. 
Задіяний у таких біологічних процесах, як транскрипція, регуляція транскрипції, клітинний цикл, альтернативний сплайсинг. 
Білок має сайт для зв'язування з ДНК. 
Локалізований у ядрі.